# 公正俄罗斯—爱国者—为了真理
社会主义政党“公正俄罗斯—爱国者—为了真理”是俄罗斯的一个社会民主主义和左翼保守主义政党。该党现为俄罗斯第二大在野党，国家杜马第三大党。该党自视为“建设性反对派”，通常支持现任总统弗拉基米尔·普京的政策。
该党于2006年10月28日成立，由祖国党（中左翼派系）、生活党、退休者党合并组成，当时取名为公正俄罗斯。2021年1月，爱国者党和为了真理党加入后改用现名。谢尔盖·米罗诺夫长期担任公正俄罗斯党主席。
该党主张公正、自由和团结，提倡保障个人权利，以及建设福利国家。该党曾是社会党国际的成员，但因在2022年俄乌冲突中支持俄罗斯，被社会党国际开除。

## 历史

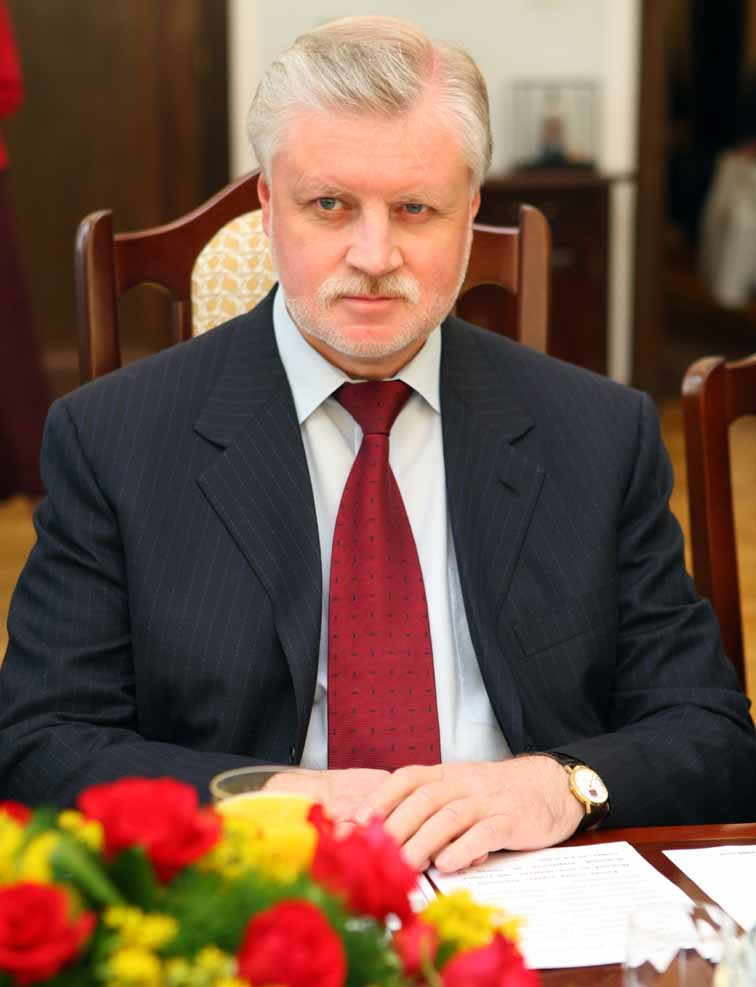
2006年－2011年担任公正俄罗斯主席的谢尔盖·米罗诺夫

公正俄罗斯于2006年10月28日由全俄政党“祖国”（部分派系）、俄罗斯生活党和俄罗斯退休者党三个中左翼党派组建而成，后来又有6个小党加入进来。
2007年国家杜马选举中，该党赢得38席居第四位。2011年国家杜马选举中赢得64席，位居第三位。
2011年，尼克莱·列维切夫接替谢尔盖·米罗诺夫担任该党的主席。
2011年12月10日，公正俄罗斯在莫斯科举行代表大会，米罗诺夫被推选为总统候选人以参加2012年3月举行的总统选举，米罗诺夫争取进入总统选举的第二轮是该党的目标。米罗诺夫表示该党不会与统一俄罗斯在国家杜马中结盟。
公正俄罗斯宣布其不会参加2018年俄罗斯总统选举，但会支持现任俄罗斯总统普京。
2021年1月，民主社会主义政党俄罗斯爱国者和右翼民族主义政党为了真理也并入该党，该党遂更名为“社会主义政党‘公正俄罗斯—爱国者—为了真理’”。

## 意识形态和纲领
公正俄罗斯党被描述为社会民主主义、民主社会主义、21世纪社会主义、社会保守主义、民族保守主义、左翼保守主义、左翼民族主义、社会主义爱国主义、欧亚主义、硬欧洲怀疑主义。该党政治光谱被认为属于中间派、中间偏左或左翼。
公正俄罗斯党主张建立一个福利国家，减少经济不平等，同时保护个人财产权和保持市场经济，但该党也强调应该让公民和国家控制市场。在谢尔盖·米罗诺夫的领导下，该党定位为俄罗斯联邦共产党的社会主义替代力量，并将公正俄罗斯的意识形态描述为“21世纪新社会主义”。在该党的纲领中，这种“新社会主义”主张一种更注重个人权益的自由社会主义，并且反对“野蛮的寡头资本主义”。
改善俄罗斯普通人的社会经济地位是该党的首要目标。该党希望将目前13%的单一所得税制度改为累进税制，并要求将就业项目的支出提高至GDP的1%。在国家杜马中，该党强调其作为“建设性反对派”的角色，反对高层腐败，支持政治体制进一步民主化。在2007年至2011年的杜马会议中，公正俄罗斯表示肯定反对时任总理弗拉基米尔·普京的政府，并在2010年和2011年投票反对政府预算案，不过，该党仍强烈支持时任总统德米特里·梅德韦杰夫及其现代化计划。尽管持有上述立场，该党还是支持普京竞选2018年和2024年俄罗斯总统。

### 国际关系
在国际关系方面，公正俄罗斯主张远离西方阵营，加强与前苏联国家之间的关系。关于俄乌战争，该党支持俄罗斯取得克里米亚和乌克兰东部。
在巴勒斯坦以色列冲突中，公正俄罗斯党声援巴勒斯坦，表示必须阻止以色列的危险挑衅行为，该党还认为必须武装巴勒斯坦人，提议将战术核武器转交给巴勒斯坦代表。

### 文化议题
公正俄罗斯党支持关于禁止LGBT宣传的法案，并且该党还把LGBT描述为恐怖主义和堕落。并表示如果放纵自由主义，俄罗斯异性恋迟早也会遭受迫害。
公正俄罗斯党也持反移民立场，呼吁收紧移民政策；限制移民工作机会。该党认为移民导致了犯罪率上升，强调要对犯罪移民实施集体驱逐政策。

### 环境议题
公正俄罗斯党接纳部分环保政策，但否认人为因素导致了全球变暖、气候变化和臭氧层空洞，并认为签署诸如《京都议定书》和《巴黎协定》这样的国际气候协议，只是为了服务某些公司和国家的经济利益。

### 其他
该党的两位议员，根纳季·诺索夫科和德米特里·戈罗夫乔夫，在2012年、2014年、2015年、2018年和2022年，多次提出一项法案，旨在放宽对雇佣兵的限制。根据2014年的提案，这些雇佣兵将能够为船只提供武装护航、培训安全部队、协助排雷、保护官员和设施、参与武装冲突的替代解决方案等，并由联邦安全局负责监管。

## 選舉成绩

### 國家杜馬
| 選舉年 | 得票                     | 得票率（%）   | 議席     | +/-  | 備注                                   |
| ------ | ------------------------ | ------------- | -------- | ---- | -------------------------------------- |
| 2007   | 5,383,639                | 07.4（第4位） | 38 / 450 |      |                                        |
| 2011   | 8,695,522                | 13.2（第3位） | 64 / 450 | ▲ 26 |                                        |
| 2016   | 3,275,053 （比例代表制） | 06.2（第4位） | 23 / 450 | ▼ 41 | 國家杜馬一半議席改由單議席地方選區選出 |
| 2021   | 4,201,715 （比例代表制） | 7.44（第4位） | 27 / 450 | ▲ 4  |                                        |